# Inés Melchor
Santa Inés Melchor Huiza (Acobambilla, 30 de agosto de 1986) es una fondista peruana. Melchor posee el récord sudamericano en la maratón con un tiempo de 2:26:48. Además del récord, Melchor es multicampeona sudamericana y panamericana de atletismo. Fue elegida como la mejor atleta peruana el año 2003.

## Biografía
Santa Inés Melchor Huiza nació el 30 de agosto de 1986 en el distrito de Acobambilla, provincia de Huancavelica, Perú. Cuando apenas tenía tres meses de edad, sus padres, huyendo del terrorismo, se vieron obligados a trasladarse a la ciudad de Huancayo, ciudad en la que se establecerían. Inés estudió la primaria en la escuela San Francisco de Asís y la secundaria en el colegio Virgen de Cocharcas. Actualmente es abogada egresada de la Universidad Peruana Los Andes
Consiguió dos medallas de oro en el Campeonato Sudamericano de Atletismo desarrollado en Lima, obteniendo la clasificación al Campeonato Mundial de Atletismo de 2009 en Berlín.
El 18 de marzo de 2012 compitió en la Maratón Internacional de Seúl. Era la primera vez que corría esta distancia y marcó 2:30:04, con lo cual hizo la marca A para los Juegos Olímpicos de Londres 2012. Este tiempo fue récord nacional y a la vez la tercera mejor marca femenina lograda en la distancia de maratón en Sudamérica.
En los Juegos Olímpicos de Londres 2012, Melchor logró en el puesto 25 con una marca de 2:28:54 y fue la primera sudamericana en cruzar la meta. En 2014 quedó en el puesto 8 en la Maratón de Berlín, donde hizo la marca de 2:26.48, nuevo récord sudamericano para la maratón.
Fue ganadora de la Marathón de Los Andes en los años 2012 y 2014.
El 12 de abril de 2015 Inés participó en la Maratón de Santiago y se llevó y primer lugar de la competencia batiendo un nuevo récord en la competencia. La marca fue 2:28:17 y ratificó su presencia en los Juegos Olímpicos de Río de Janeiro 2016.
Melchor corrió el Payton Jordan Invitational que se celebró en California, EE. UU. el 2 de mayo de 2015. Logró un nuevo récord nacional en los 10 000 metros con un tiempo de 31:56.62. Con ese tiempo se pudo clasificar en dicha distancia para los Juegos Panamericanos de 2015 en Toronto, Canadá.
En 2017 vence por segunda vez la Maratón de Santiago, clasificando al Mundial de Atletismo de Londres 2017.

## Mejores tiempos
| Distancia     | Tiempo   | Lugar                     | Fecha                    |
| ------------- | -------- | ------------------------- | ------------------------ |
| 1500 m        | 4:30.78  | Alcalá de Henares, España | 4 de julio de 2004       |
| 3000 m        | 9:28.44  | Sherbrooke, Canadá        | 9 de julio de 2003       |
| 5000 m        | 15:30.63 | Trujillo, Perú            | 28 de noviembre de 2013  |
| 10 000 m      | 31:56.62 | Stanford, California      | 2 de mayo de 2015        |
| Media maratón | 1:11.55  | Valencia, España          | 24 de marzo de 2018      |
| Maratón       | 2:26.48  | Berlín, Alemania          | 28 de septiembre de 2014 |

## Palmarés

### Juveniles
| Año  | Lugar                | Torneo                | Categoría | Prueba      | Medalla |
| ---- | -------------------- | --------------------- | --------- | ----------- | ------- |
| 2000 | Bogotá, Colombia     | Sudamericano          | Menores   | 3000 metros | Plata   |
| 2001 | Santa Fe, Argentina  | Sudamericano          | Juvenil   | 5000 metros | Oro     |
| 2001 | Santa Fe, Argentina  | Sudamericano          | Juvenil   | 3000 metros | Bronce  |
| 2001 | Santa Fe, Argentina  | Panamericano          | Juvenil   | 3000 metros | Oro     |
| 2001 | Santa Fe, Argentina  | Panamericano          | Menores   | 5000 metros | Plata   |
| 2002 | Tijuana, México      | Internacional Juvenil | Juvenil   | 5000 metros | Oro     |
| 2002 | Tijuana, México      | Internacional Juvenil | Menores   | 3000 metros | Plata   |
| 2003 | Asunción, Paraguay   | Sudamericano          | Menores   | 3000 metros | Oro     |
| 2003 | Asunción, Paraguay   | Sudamericano          | Menores   | 1500 metros | Bronce  |
| 2003 | Guayaquil, Ecuador   | Sudamericano          | Juvenil   | 3000 metros | Oro     |
| 2003 | Guayaquil, Ecuador   | Sudamericano          | Juvenil   | 5000 metros | Oro     |
| 2003 | Bridgetown, Barbados | Panamericano          | Juvenil   | 5000 metros | Oro     |
| 2003 | Bridgetown, Barbados | Panamericano          | Juvenil   | 3000 metros | Oro     |
| 2005 | Windsor, Canadá      | Internacional Juvenil | Menores   | 5000 metros | Oro     |
| 2005 | Windsor, Canadá      | Internacional Juvenil | Menores   | 3000 metros | Plata   |

### Mayores
| Año  | Lugar                    | Torneo                                                   | Prueba        | Medalla |
| ---- | ------------------------ | -------------------------------------------------------- | ------------- | ------- |
| 2009 | Lima, Perú               | Campeonato Sudamericano                                  | 5000 metros   | Oro     |
| 2009 | Lima, Perú               | Campeonato Sudamericano                                  | 10 000 metros | Oro     |
| 2009 | Sucre, Bolivia           | Juegos Bolivarianos                                      | 5000 metros   | Oro     |
| 2009 | Sucre, Bolivia           | Juegos Bolivarianos                                      | 10 000 metros | Oro     |
| 2010 | Guayaquil, Ecuador       | Campeonato Sudamericano de Cross Country                 | 8 km          | Oro     |
| 2011 | Guadalajara, México      | Juegos Panamericanos                                     | 5000 metros   | Bronce  |
| 2012 | Londres, Reino Unido     | Juegos Olímpicos de Londres 2012                         | Maratón       | 25º     |
| 2012 | Huancayo, Perú           | Marathon de Los Andes                                    | Maratón       | Oro     |
| 2013 | Trujillo, Perú           | Juegos Bolivarianos                                      | 5000 metros   | Oro     |
| 2013 | Trujillo, Perú           | Juegos Bolivarianos                                      | 10 000 metros | Oro     |
| 2014 | Santiago de Chile, Chile | Juegos Suramericanos                                     | 5000 metros   | Oro     |
| 2014 | Santiago de Chile, Chile | Juegos Suramericanos                                     | 10 000 metros | Oro     |
| 2014 | São Paulo, Brasil        | Campeonato Iberoamericano de Atletismo                   | 5000 metros   | Oro     |
| 2014 | Huancayo, Perú           | Marathon de Los Andes                                    | Maratón       | Oro     |
| 2015 | Santiago de Chile, Chile | Maratón de Santiago                                      | Maratón       | Oro     |
| 2015 | Palo Alto, EE. UU.       | Payton Jordan Invitational                               | 10 000 metros | Oro     |
| 2015 | Quito, Ecuador           | Quito Últimas Noticias 15K                               | 15 000 m      | Oro     |
| 2015 | Lima, Perú               | Campeonato Sudamericano de Atletismo de 2015             | 10 000 m      | Oro     |
| 2015 | Chanchamayo, Perú        | Maratón Internacional de la Selva Central Pichanaki 2015 | 21 000 m      | Oro     |
| 2017 | Santiago de Chile, Chile | Maratón de Santiago                                      | Maratón       | Oro     |
| 2018 | Miami, Estados Unidos    | Maratón de Miami                                         | Media maratón | Plata   |
| 2018 | Cochabamba, Bolivia      | Juegos suramericanos 2018                                | 10 000 m      | Oro     |